# Mommsenstadion
Mommsenstadion är en fotbollsstadion i Berlin som är hemmaplan för Tennis Borussia Berlin och SCC Berlin i fotboll, och Berlin Rebels i amerikansk fotboll. Den har fått sitt namn efter nobelpristagaren Theodor Mommsen. Den invigdes 17 augusti 1930. Några av matcherna under den olympiska fotbollsturneringen 1936 spelades på Mommsenstadion.
Mommsenstadion ritades av Fred Forbat.